# Одівеласький монастир
Одівела́ський монасти́р (порт. Mosteiro de Odivelas), або Одівела́ський монасти́р свято́го Діоні́сія (порт. Mosteiro de São Dinis de Odivelas) — колишній цистеріанський жіночий монастир у Португалії, в місті Одівелаш. Заснований 1295 року португальським королем Дінішем (Діонісієм) на честь свого святого покровителя Діонісія Паризького (за легендою, на знак подяки Богу за чудесний порятунок свого життя під час полювання на ведмедів). Споруджений у готичному стилі. Був центром примонастирського містечка Одівелаш. Користувався патронатом португальської королівської родини. Став передсмертним притулком королеви Філліпи Ланкастерської. Добудований у XVI столітті в мануельському стилі. Часто відвідувався королем Жуаном V за головування абатиси Паули (1701—1768), від якого вона мала сина Жозе. Сильно постраждав внаслідок Лісабонського землетрусу 1755 року. Частково перебудований у неокласичному стилі. Від оригінальної готичної конструкції XIV століття залишилися лише апсида та три каплиці. Перестав функціонувати як монастир 1834 року після розпуску релігійних орденів у Португалії. У 1900–2015 роках на території монастиря розміщувався Одівейласький інститут (порт. Instituto de Odivelas), жіноче військове училище. Національна пам'ятка Португалії (1910). 2017 року переданий мерії Одівелаша. У монастирі поховані король Дініш (1325), його донька Марія (1320), королева Філіпа (1415, згодом перепохована у Батальському монастирі). Також — Одівелаське абатство, Одівелашський монастир.

## Галерея

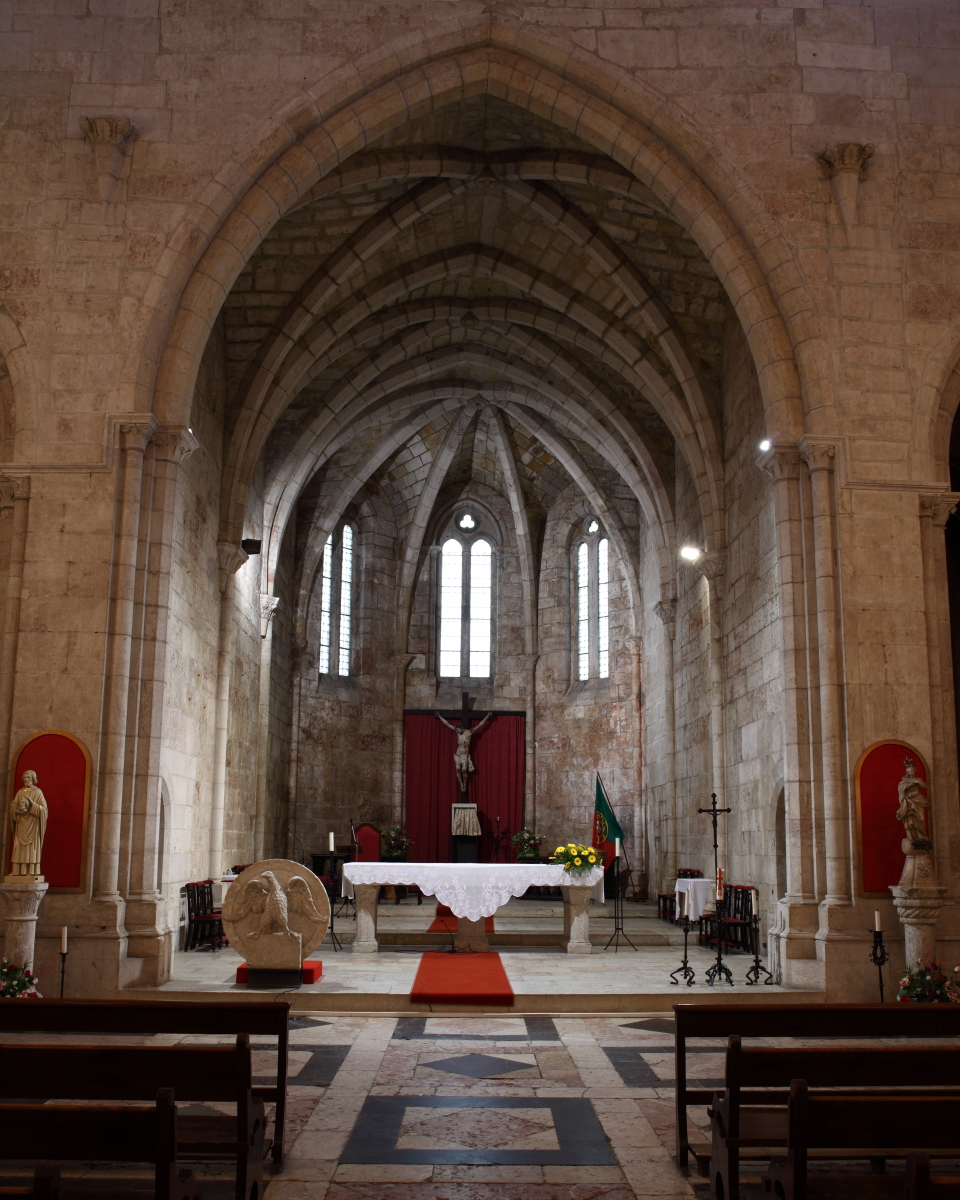
Головна каплиця
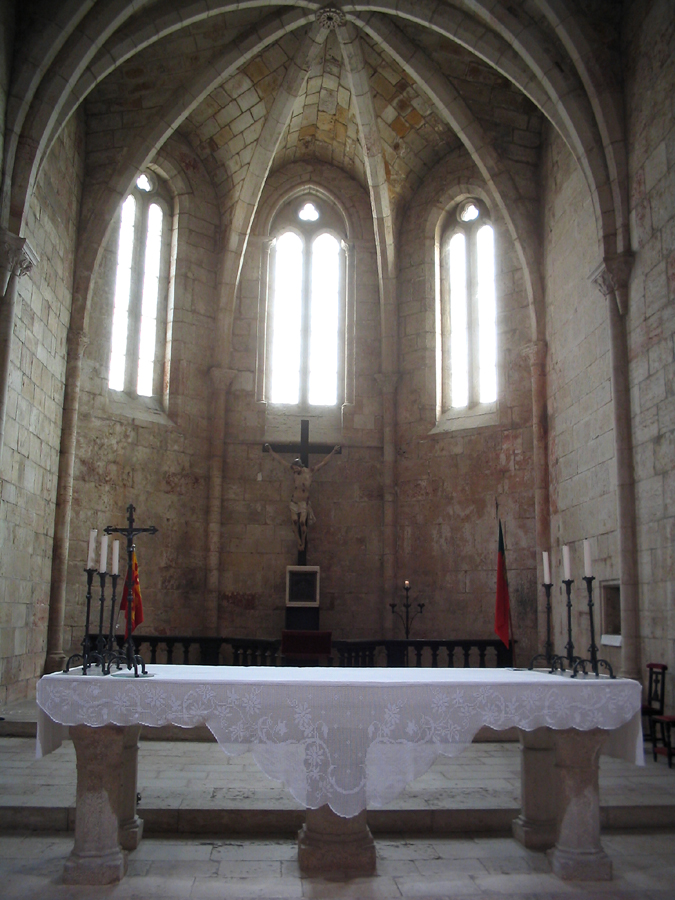
Головна каплиця
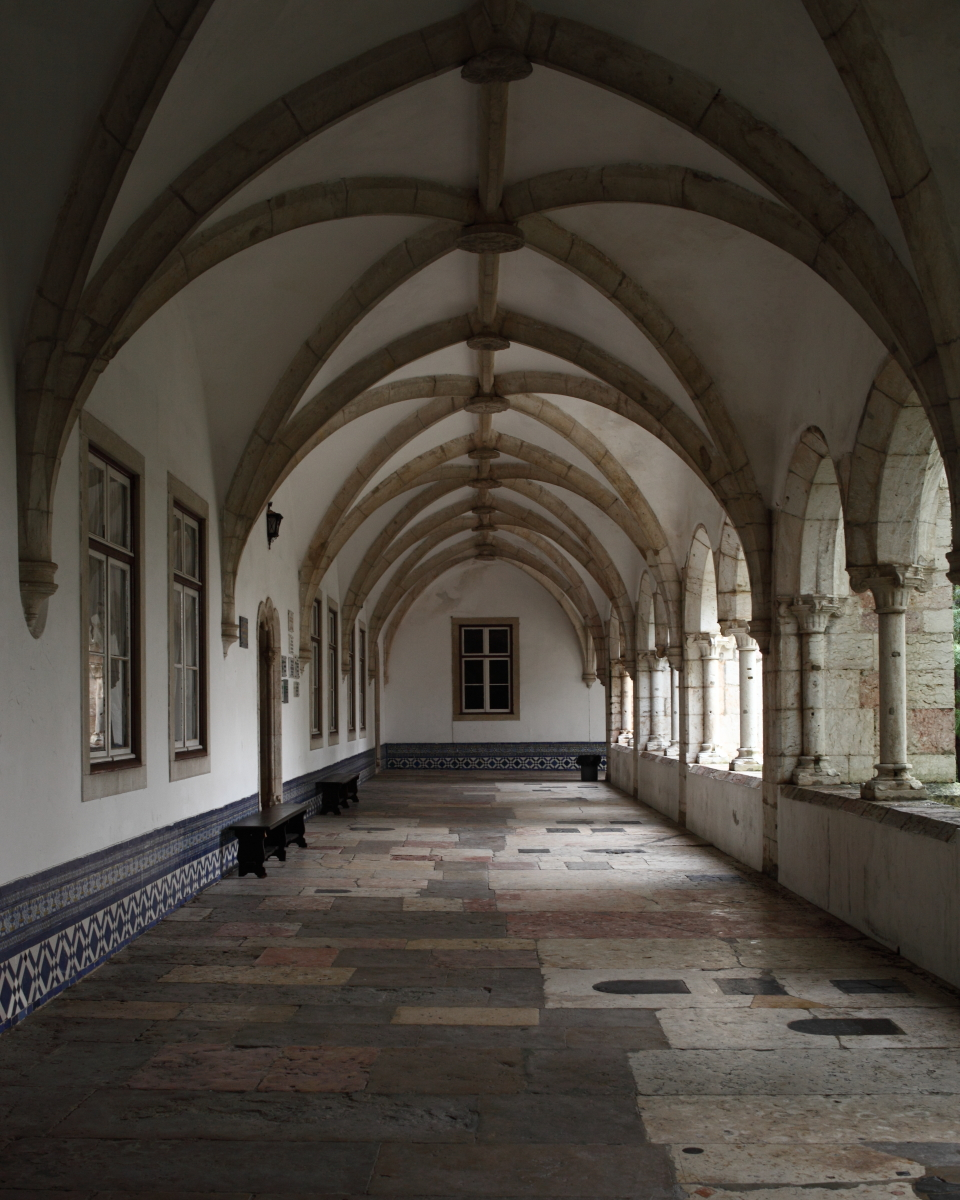
Новий клуатур
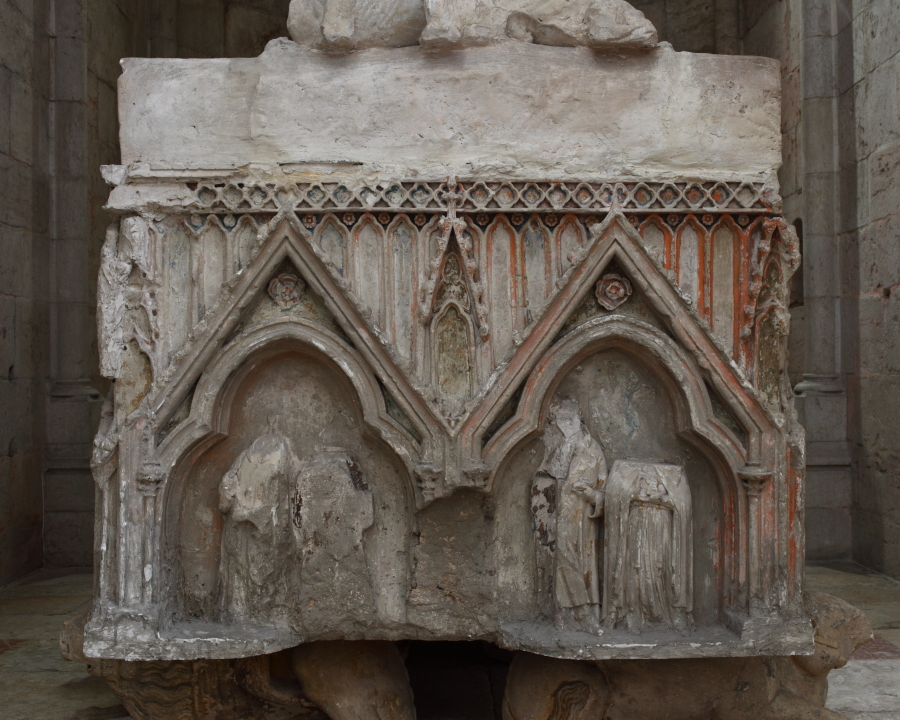
Гробниця Дініша